# Swasawke
Cette page contient des caractères spéciaux ou non latins. S’ils s’affichent mal (▯, ?, etc.), consultez la page d’aide Unicode.
Swasawke (birman စွာစော်ကဲ, swà sɔ̀kέ; 1330-1400), aussi appelé Mingyi Tarabya Swasawke, fut le deuxième souverain du royaume d'Ava, en Haute-Birmanie. Il régna de 1367 à 1400. Quand il fut élu par les ministres pour succéder au roi Thadominbya, mort sans héritier, le royaume avait moins de quatre ans et était encore menacé. À la fin de ses 33 ans de règne, il l'avait établi durablement en Haute-Birmanie.
Dans le nord, il repoussa les raids des Shans, un problème récurrent depuis les royaumes de Sagaing et de Pinya. Il maintint des relations d'amitié avec le royaume thaï de Lanna dans l'Est et le royaume de Launggyet en Arakan. Dans le sud, il vassalisa les royaumes semi-indépendants de Taungû et Prome. Mais ses autres tentatives furent des échecs. Ses invasions du royaume d'Hanthawaddy déclenchèrent la guerre de Quarante ans (1385–1424) entre les Birmans et les Môns de Pégou (Hanthawaddy). Swasawke et le roi de Pégou Razadarit conclurent en 1391 une trêve qui dura jusqu'à la mort de Swasawke dix ans plus tard.
La plus grande partie de son règne fut pacifique. Contrairement aux rois qui s'étaient succédé rapidement depuis la chute du royaume de Pagan en 1287, il resta 33 ans sur le trône, apportant une stabilité bien nécessaire à la Haute-Birmanie. Il développa l'économie en réparant les systèmes d'irrigation et en remettant en culture les terres agricoles redevenues sauvages depuis l'invasion mongole un siècle auparavant. Sous son règne, la Haute-Birmanie se centra sur la ville d'Ava et connut la stabilité qui lui avait manqué jusque-là.

## Jeunesse
Swasawke disait descendre des rois de Pagan et des trois frères Shan du royaume de Myinsaing qui leur avaient succédé. Son père Min Shin Saw était un fils du roi de Pagan Kyawswa et sa mère une petite-fille de Narathihapati par son fils Thihathu, et l'unique sœur des trois frères Shan. Bien que seulement au quart shan, il reçut un nom shan et fut élevé comme un shan, ce qui traduisait la domination shan du moment. Son père était gouverneur de Thayetmyo, petite ville sur la berge occidentale de l'Irrawaddy. Il fut capturé avec sa famille et emmené en Arakan à l'issue d'un raid arakanais sur Thayetmyo. Il passa sa jeunesse à la cour des rois d'Arakan, où il devint populaire et fut l'élève d'un des moines bouddhistes les plus réputés, devenant lui-même un érudit.
Quand sa famille fut libérée, il entra au service du roi de Pinya, qui contrôlait le territoire à l'est de l'Irrawaddy. Il acquit une bonne réputation comme soldat et comme administrateur. Lorsque Thadominbya réunifia les royaumes de Pinya et Sagaing en un seul État en 1364, Swasawke fut nommé gouverneur du district d'Amyin, qui comprenait Yamethin,.

## Montée sur le trône
Au début de 1367, Thadominbya mourut soudain de la variole au cours d'une expédition militaire dans le sud. Il avait seulement 24 ans, et pas d'enfants. Sa reine principale Saw Omma et un courtisan du nom de Nga Nu réussirent presque à s'emparer du trône. Ils firent tuer tous leurs opposants, traversèrent le fleuve jusqu'à Sagaing et essayèrent de régner à partir de là. Les ministres de la cour intervinrent et offrirent le trône à Thilawa, gouverneur de Yamethin respecté des fonctionnaires shans et birmans pour son sérieux et sa force de caractère (il est connu dans l'histoire de la Birmanie comme l'homme qui sourit trois fois dans sa vie). Mais Thilawa, un Birman qui comme tous les officiers royaux avait pour épouse une princesse shan (sœur de Swasawke), refusa leur offre, car il aurait eu trop de mal à contrôler les princes shans et leurs mercenaires ; il aurait déclaré : « Je n'ouvre pas ma bouche pour dire trois mots par jour. Vous feriez mieux de choisir Swasawke. ». Les ministres élurent donc roi son beau-frère Swasawke, descendant de Myinsaing (Shan) et de Pagan (Birman). Comme il avait été élevé comme un shan, bien qu'aux trois quarts birman, il fut accepté par les deux groupes.
Swasawke expulsa les usurpateurs de Sagaing. Nga Nu s'enfuit et Saw Omma donnée en mariage à l'officier qui l'avait capturée. Swasawke fit des trois jeunes sœurs de Thadominbya ses épouses.

## Règne
Lorsque Swasawke monta sur le trône, le royaume avait quatre ans et ses fondements étaient encore mal établis. La plus grande partie de la vallée de l'Irrawaddy n'avait pas connu de paix durable depuis la fin du royaume de Pagan, souffrant d'abord des invasions mongoles (1277–1301), puis de raids incessants des Shans à partir des années 1320. Les raids plus fréquents des années 1359-1364 avaient sévèrement affaibli les royaumes de Sagaing et de Pinya, ce qui avait permis à Thadominbya de réunifier la région.

### Raids Shan
Les Shans (appelés Maw Shans en birman), basés dans l'actuel État de Kachin, continuèrent à lancer des raids en haute-Birmanie après l’accession de Swasawke au trône. Pour s'en occuper librement, celui-ci établit des relations amicales avec les autres puissances, particulièrement le royaume d'Hanthawaddy dans le sud. En 1371, il rencontra son roi Binnya U dans une ville frontalière. Les deux rois s'entendirent sur leur frontière et échangèrent des cadeaux. Dans l'Est, Swasawke reçut une ambassade du roi thaï de Chiang Mai, qui l'assurait de l'amitié du royaume de Lanna.
Ayant ainsi les mains libres, Swasawke tourna son attention vers les Shans. En 1371, l'État Maw Shan de Mohnyin, un des plus importants, était en guerre avec celui de Kale, dans la haute vallée du Chindwin. Les saophas (princes) des deux États demandaient l'aide de Swasawke, promettant de devenir vassaux d'Ava. Sur le conseil de son premier ministre Wunzin Minyaza, Swasawke les laissa combattre entre eux et obtint une suzeraineté formelle sur les deux. La paix ne dura pas longtemps. En 1373, les shans de Mohnyin recommencèrent leurs raids en attaquant Myedu, dans l'actuel district de Shwebo.
Le problème shan ne fut pas réglé avant 1393. Cette année-là, les Shans de Mohnyin lancèrent un raid contre Tagaung, ville frontalière la plus au nord du royaume d'Ava. Swasawke envoya à son secours le seigneur de Legaing (dans l'actuel district de Minbu), mais les Shans prirent la ville et descendirent la vallée jusqu'à Sagaing, juste en face d'Ava, de l'autre côté de l'Irrawaddy. Leurs forces, qui avaient laissé derrière elles une traînée de villages et de monastères brûlés, étaient trop loin de leurs bases et ne purent venir à bout des murailles de la vile. À la bataille de Sagaing, l'armée commandée par le taciturne gouverneur de Yamethin Thilawa écrasa les envahisseurs, les poursuivant jusqu'à Shangon, 30 km au nord-ouest de Sagaing. Leurs pertes furent si grandes que les cadavres purent être mis en tas. Aucun État Shan n'attaqua plus le royaume durant le règne de Swasawke.

### Arakan
En 1374, le roi d'Arakan mourut sans héritier. La cour de Launggyet, où Swasawke avait passé sa jeunesse, lui demanda de désigner un des siens comme roi. Swasawke nomma roi son oncle Sawmungyi, qui fut un souverain juste, accepté des Arakanais. Mais à sa mort en 1381, le trône se trouva à nouveau vacant. Cette fois Swasawke envoya un de ses fils, qu'il avait eu de la fille de son premier ministre Wunzin Minyaza. Mais ce fils se comporta en tyran et dut bientôt s'enfuir à Ava.

### Taungû
Depuis la chute de Pagan, les seigneurs héréditaires de Taungû, dans le sud-est du royaume, s'étaient comportés en souverains, bien que faisant formellement serment de fidélité au royaume de Myinsaing, puis à celui de Pinya. En 1347, Thinhkaba s'était déclaré roi de Taungû, mais Pinya avait été trop faible pour intervenir. Après la fondation du royaume d'Ava, Thadominbya avait dû attaquer plusieurs fois Taungû pour en obtenir la soumission.
Swasawke, pour sa part, ne faisait pas confiance au seigneur de Taungû, Pyanchi, élevé parmi les môns à Pégou et qu'il soupçonnait de sympathies pour le royaume d'Hanthawaddy. En 1377, il ordonna à son frère aîné, gouverneur de Prome, d'attirer celui-ci dans sa ville sous prétexte de marier sa fille avec le fils de Pyanchi. Pyanchi interpréta cette proposition comme un premier pas vers une révolte commune contre Swasawke. Il se rendit à Prome avec une forte escorte, mais fut tué dans une embuscade. Cette traîtrise montrait que Swasawke attendait simplement une occasion d'attaquer tous ses ennemis, y compris les Môns d'Hanthawaddy. Comme Thadominbya, il rêvait de faire d'Ava la capitale de toute la Birmanie, comme l'avait été Pagan.

### Guerre de Quarante ans
Swasawke décida d'envahir Hanthawaddy après la mort en 1384 du roi Binnya U, avec lequel il était en bons termes. Le fils adolescent de Binnya U Razadarit s'était proclamé roi, mais il était aux prises de tous côtés  avec des révoltes ouvertes. Laukpya, seigneur de Myaungmya, avait gouverné le delta de l'Irrawaddy comme un roi sous l'autorité de son frère Binnya U, et n'était pas prêt à se soumettre à un neveu adolescent. En 1385, alors que Razadarit se préparait à marcher contre lui, Laukpya demanda l'aide de Swasawke, en promettant de se soumettre à Ava. L'acceptation de Swasawke provoqua la guerre de Quarante ans entre Ava et Pégou.
En 1386, Swasawke lança une double invasion du royaume d'Hanthawaddy le long des vallées de l'Irrawaddy et de la Sittang, tandis que Laukpya  attaquait depuis le delta. Razadarit garda son sang-froid et repoussa les trois invasions. En 1387, Swasawke l'attaqua à nouveau en vain. En 1388, Razadarit vainquit Martaban et se retourna rapidement vers le delta, battant Laukpya à Myaungmya. Laukpya fut tué au combat ; son fils et ses deux gendres se réfugièrent à Ava.
Swasawke était à son tour sur la défensive. En 1390, Razadarit, ayant renforcé les trois régions de Basse-Birmanie, songea à s'étendre vers le nord. Il attaqua et conquit Myanaung, la ville la plus au nord du delta encore en possession d'Ava. Il mit ensuite le siège devant Prome, plus au nord sur l'Irrawaddy. Swasawke envoya des forces terrestres et navales qui l'empêchèrent de réussir. En 1391, les deux rois conclurent une trêve qui donnait à Hanthawaddy le contrôle de Myanaung. Ce royaume contrôlait maintenant toute la Basse-Birmanie au sud de Prome et Swasawke abandonna son rêve d'unifier tout le pays.

### Économie
Mis à part ses invasions ratées de la Basse-Birmanie (1386–1391) et ses expéditions contre les Maw Shans, le long règne de Swasawke fut pacifique. Il apporta à la Haute-Birmanie une stabilité bienvenue, qui permit de remettre en état les réseaux d'irrigation et en culture les terres agricoles abandonnées depuis les invasions mongoles presque un siècle plus tôt. L'essor démographique et économique qui en résulta permit au royaume d'Ava de mener par la suite une politique plus expansionniste.

## Décès
Swasawke mourut en mai 1400, âgé de 69 ans. Son fils Tarabya lui succéda brièvement. Un autre de ses fils, Minkhaung, accéda au trône à la fin de l'année et régna jusqu'à sa mort en 1422.